# 豆盧瑑
豆盧瑑（？—881年1月24日），字希真，河東人，唐朝政治人物。

## 生平
祖豆盧願，父豆盧籍，皆進士出身。豆盧瑑於大中十三年（859年）登進士科。咸通末，累遷兵部員外郎，轉戶部郎中知制誥，召充翰林學士，戶部侍郎，正拜中書舍人。乾符中，累遷戶部侍郎、学士承旨。六年（878年），與崔沆皆拜兵部侍郎、同中書門下平章事，當時有狂風雷雨拔樹而起。
黃巢將渡淮水，豆盧瑑主張以天平節鉞授黃巢，再加以討伐。盧攜反對。中和元年（881年），黃巢軍進入長安，豆盧瑑随唐僖宗出开远门。張直方冒險收留豆盧瑑、崔沆等人。事泄，黃巢怒誅直方三族。豆盧瑑等人皆為黃巢所殺。

## 延伸阅读
[在维基数据编辑]
 《舊唐書/卷177》，出自刘昫《舊唐書》